# Blocs cupulaires du Rocher
Les blocs cupulaires du Rocher sont deux pierres à cupules situées à Billième, dans le département de la Savoie, en région Auvergne-Rhône-Alpes. Ces pierres font l'objet d'un classement au titre des monuments historiques depuis le 10 mai 1939.

## Localisation
Les pierres du Rocher sont situées dans le département français de Savoie, sur la commune de Billième. Avec cinq autres sites, elles font partie des blocs cupulaires de Billième, une série de pierres à cupules réparties en cercle autour de ce village. Le site du Rocher est légèrement à l'écart du cercle, à 150 mètres du site de Lachat.

Carte de localisation des différents sites de Billième

## Description
Il s'agit de pierres à cupules. Ce sont des petites dépressions concaves, de forme circulaire ou ovale, de quelques centimètres de diamètre, faites par des humains.

## Datation
Les cupules ont été creusées à la fin du Néolithique ou au début de l'Âge du bronze.

## Protection
Les pierres du Rocher ont été classées au titre des monuments historiques le 10 mai 1939.